# Pedro Gilberto Vargas
Pedro Gilberto Vargas Moreno es un futbolista mexicano. Juega de Mediocampista(contención) en el club chileno Fernández Vial de la Primera B.

## Clubes
| Club                        | País   | año       |
| --------------------------- | ------ | --------- |
| Petroleros de Ciudad Madero | México | 2007-2008 |
| Armadillos de Ébano F.C.    | México | 2008-2009 |
| Ébano, F. C.                | México | 2010-2011 |
| San Luis Fútbol Club        | México | 2012      |
| Tampico Madero Fútbol Club  | México | 2012-2013 |
| Estudiantes de Altamira     | México | 2013-2015 |
| Jaguares de Chiapas         | México | 2015      |
| Cafetaleros de Tapachula    | México | 2016      |
| Pioneros de Cancún          | México | 2017      |
| Cafetaleros de Tapachula    | México | 2017      |
| Tampico Madero Fútbol Club  | México | 2018      |
| Fernández Vial              | Chile  | 2021      |